# Gioacchino Ernesto di Anhalt (1536-1586)
Gioacchino Ernesto di Anhalt (Dessau, 21 ottobre 1536 – Dessau, 6 dicembre 1586) è stato principe di Anhalt e membro della casata degli Ascanidi.
Alla morte del padre Giovanni II di Anhalt-Dessau, nel 1551, riuscì a riunire sotto il proprio controllo tutti i principati dell'Anhalt in un unico "principato di Anhalt", che resistette in questa forma sino alla sua morte.

## Biografia
Ricevette un'educazione completa dapprima sotto la direzione del padre. Il 1º febbraio 1549 si iscrisse all'Università di Wittenberg, dove approfondì i propri studi con Georg Helt. Fu un talento versatile in particolare nelle arti e nella cultura, prefigurando la tipica figura del principe rinascimentale. Anche per questi motivi venne inviato in un lungo tour culturale all'estero, con il quale ebbe l'occasione di toccare tappe fondamentali della civiltà europea.
Tobias Huebner divenne suo cancelliere e fu uno dei suoi maggiori biografi. A partire dal 1570 pose la propria sede di governo a Dessau, dopo avere raggruppato sotto il proprio dominio tutti i principati della regione dell'Anhalt. Nel 1572 creò una costituzione nazionale dell'Anhalt e nel 1582 fondò l'"Alta scuola illustre di Zerbst". Fu un convinto sostenitore dell riforme religiose degli ugonotti.
Alla sua morte, nel 1586, avendo per tutta la propria vita difeso l'anti-primogenitura, il suo stato venne diviso nuovamente in entità separate tra i suoi cinque figli.

## Matrimonio ed eredi
Nel 1560 sposò Agnese di Barby (1540-1569), figlia di Wolfgang von Barby, dalla quale ebbe i seguenti eredi:
- Anna Maria (1561-1605), sposò Gioacchino Federico di Slesia, duca di Liegnitz, Brieg e Wohlau;
- Agnese (1562-1564);
- Elisabetta (1563-1607), sposò Giovanni Giorgio di Brandeburgo;
- Sibilla (1564-1614), sposò Federico I di Württemberg;
- Giovanni Giorgio I (1567-1618), principe di Anhalt-Dessau;
- Cristiano I (1568-1630), principe di Anhalt-Bernburg

Alla morte della prima moglie si risposò con Eleonora di Württemberg, dalla quale ebbe i seguenti eredi:
- Bernardo (1571-1596);
- Agnese Edvige (1573-1616), sposò in prime nozze Augusto I di Sassonia e in seconde nozze Giovanni di Schleswig-Holstein-Sonderburg;
- Dorotea Maria (1574-1617), sposò Giovanni di Sassonia-Weimar;
- Augusto (1575-1653), principe di Anhalt-Plotzkau
- Rodolfo (1576-1621), principe di Anhalt-Zerbst
- Giovanni Ernesto (1578-1601);
- Luigi I (1579-1650), principe di Anhalt-Köthen
- Anna Sofia (1584-1652), sposò Carlo Günther di Schwarzburg-Rudolstadt.

Si risposò in seguito con Jeanne Terrail de Bayard, dalla quale ebbe due discendenti, Augusto e Eduard.

## Ascendenza
|                              |                           |                                | Genitori                     |  |  | Nonni |  |  | Bisnonni                   |  |  | Trisnonni                  |  |
|                              |                           |                                |                              |  |  |       |  |  | Ernesto I di Anhalt-Zerbst |  |  | Giorgio I di Anhalt-Zerbst |  |
|                              |                           |                                |                              |  |  |       |  |  | Ernesto I di Anhalt-Zerbst |  |  | Giorgio I di Anhalt-Zerbst |  |
|                              |                           | Anna di Lindau-Ruppin          |                              |  |  |       |  |  | Ernesto I di Anhalt-Zerbst |  |  |                            |  |
| Giovanni II di Anhalt-Zerbst |                           |                                |                              |  |  |       |  |  | Ernesto I di Anhalt-Zerbst |  |  |                            |  |
|                              |                           | Margherita di Münsterberg-Oels | Enrico I di Münsterberg-Oels |  |  |       |  |  |                            |  |  |                            |  |
|                              |                           | Margherita di Münsterberg-Oels | Enrico I di Münsterberg-Oels |  |  |       |  |  |                            |  |  |                            |  |
|                              |                           | Margherita di Münsterberg-Oels | Ursula di Brandeburgo        |  |  |       |  |  |                            |  |  |                            |  |
| Giovanni II di Anhalt-Zerbst |                           | Margherita di Münsterberg-Oels |                              |  |  |       |  |  |                            |  |  |                            |  |
|                              |                           | Gioacchino I di Brandeburgo    | Giovanni I di Brandeburgo    |  |  |       |  |  |                            |  |  |                            |  |
|                              |                           | Gioacchino I di Brandeburgo    | Giovanni I di Brandeburgo    |  |  |       |  |  |                            |  |  |                            |  |
|                              |                           | Gioacchino I di Brandeburgo    | Margherita di Sassonia       |  |  |       |  |  |                            |  |  |                            |  |
| Margherita di Brandeburgo    |                           | Gioacchino I di Brandeburgo    |                              |  |  |       |  |  |                            |  |  |                            |  |
|                              |                           | Elisabetta di Danimarca        | Giovanni di Danimarca        |  |  |       |  |  |                            |  |  |                            |  |
|                              |                           | Elisabetta di Danimarca        | Giovanni di Danimarca        |  |  |       |  |  |                            |  |  |                            |  |
|                              |                           | Elisabetta di Danimarca        | Cristina di Sassonia         |  |  |       |  |  |                            |  |  |                            |  |
| Gioacchino Ernesto di Anhalt |                           | Elisabetta di Danimarca        |                              |  |  |       |  |  |                            |  |  |                            |  |
|                              | Giovanni I di Brandeburgo | Alberto III di Brandeburgo     |                              |  |  |       |  |  |                            |  |  |                            |  |
|                              | Giovanni I di Brandeburgo | Alberto III di Brandeburgo     |                              |  |  |       |  |  |                            |  |  |                            |  |
|                              | Giovanni I di Brandeburgo | Margherita di Baden            |                              |  |  |       |  |  |                            |  |  |                            |  |
| Gioacchino I di Brandeburgo  | Giovanni I di Brandeburgo |                                |                              |  |  |       |  |  |                            |  |  |                            |  |
|                              |                           | Margherita di Sassonia         | Guglielmo III di Sassonia    |  |  |       |  |  |                            |  |  |                            |  |
|                              |                           | Margherita di Sassonia         | Guglielmo III di Sassonia    |  |  |       |  |  |                            |  |  |                            |  |
|                              |                           | Margherita di Sassonia         | Anna d'Asburgo               |  |  |       |  |  |                            |  |  |                            |  |
| Margherita di Brandeburgo    |                           | Margherita di Sassonia         |                              |  |  |       |  |  |                            |  |  |                            |  |
|                              |                           | Giovanni di Danimarca          | Cristiano I di Danimarca     |  |  |       |  |  |                            |  |  |                            |  |
|                              |                           | Giovanni di Danimarca          | Cristiano I di Danimarca     |  |  |       |  |  |                            |  |  |                            |  |
|                              |                           | Giovanni di Danimarca          | Dorotea di Brandeburgo       |  |  |       |  |  |                            |  |  |                            |  |
| Elisabetta di Danimarca      |                           | Giovanni di Danimarca          |                              |  |  |       |  |  |                            |  |  |                            |  |
|                              |                           | Cristina di Sassonia           | Ernesto di Sassonia          |  |  |       |  |  |                            |  |  |                            |  |
|                              |                           | Cristina di Sassonia           | Ernesto di Sassonia          |  |  |       |  |  |                            |  |  |                            |  |
|                              |                           | Cristina di Sassonia           | Elisabetta di Baviera        |  |  |       |  |  |                            |  |  |                            |  |
|                              |                           | Cristina di Sassonia           |                              |  |  |       |  |  |                            |  |  |                            |  |